# Isoura pratti
Isoura pratti là một loài bướm đêm trong họ Erebidae.